# Heteropoda venatoria pseudomarginata
Heteropoda venatoria pseudomarginata is een spinnenondersoort in de taxonomische indeling van de jachtkrabspinnen (Sparassidae).
Het dier behoort tot het geslacht Heteropoda. De wetenschappelijke naam van de soort werd voor het eerst geldig gepubliceerd in 1909 door Embrik Strand.